# Karjiang
Karjiang és una muntanya que es troba al Tibet, prop de la frontera amb Bhutan. El cim més elevat del grup Karjiang és el Karjiang I o Karjiang Sud, que s'eleva fins als 7.221 msnm i és la muntanya número 100 més alta de la Terra. El 2020 continuava sense ser escalada, sent d'aquesta manera una de les muntanyes més altes encara no escalades. Altres cims del grup són el Karjiang Nord (7.196 m), Karjiang II/Central (7.045 m), Karjiang III o Taptol Kangri (6.820 m) i la part superior de l'espatlla nord-est (6.400 m). A menys de 3 km al sud-sud-oest hi ha el cim oriental de Kula Kangri.

## Ascensions
El 1986 una expedició japonesa, dirigida per N. Shigo, va pujar a Karjiang II (Central).
El Karjiang I continua sense ser escalat. Una expedició neerlandesa va intentar pujar el Karjiang entre setembre i octubre del 2001 sense èxit. El grup estava format per Haroen Schijf, Rudolf van Aken, Pepijn Bink, Court Haegens, Willem Horstmann i Rein-Jan Koolwijk. El grup va pujar el Karjiang III. Segons Schijf, el Karjiang I semblava molt costerut i difícil de pujar, i el mal temps feia un intent massa perillós.
El 2010, Joe Puryear i David Gottlieb van guanyar el premi Shipton-Tilman per intentar escalar el Karjiang. Amb tot, no van rebre el permís necessari i van intentar pujar el Labuche Kang, 420 quilòmetres cap a l'oest, durant el qual va morir Puryear.